# Spilodiscus floridanus
Spilodiscus floridanus är en skalbaggsart som beskrevs av Ross 1940. Spilodiscus floridanus ingår i släktet Spilodiscus och familjen stumpbaggar. Inga underarter finns listade i Catalogue of Life.